# Laodemonax forticornis
Laodemonax forticornis là một loài bọ cánh cứng trong họ Cerambycidae.